# Ambulycini
Ambulycini là một tribe of bướm đêms of the Sphingidae.

## Phân loại
- Chi Adhemarius Oitiaca, 1939
- Chi Akbesia Rothschild & Jordan, 1903
- Chi Ambulyx Westwood, 1847
- Chi Amplypterus Hübner, 1819
- Chi Barbourion Clark, 1934
- Chi Batocnema Rothschild & Jordan, 1903
- Chi Compsulyx Holloway, 1979
- Chi Orecta Rothschild & Jordan, 1903
- Chi Protambulyx Rothschild & Jordan, 1903
- Chi Trogolegnum Rothschild & Jordan, 1903

## Hình ảnh

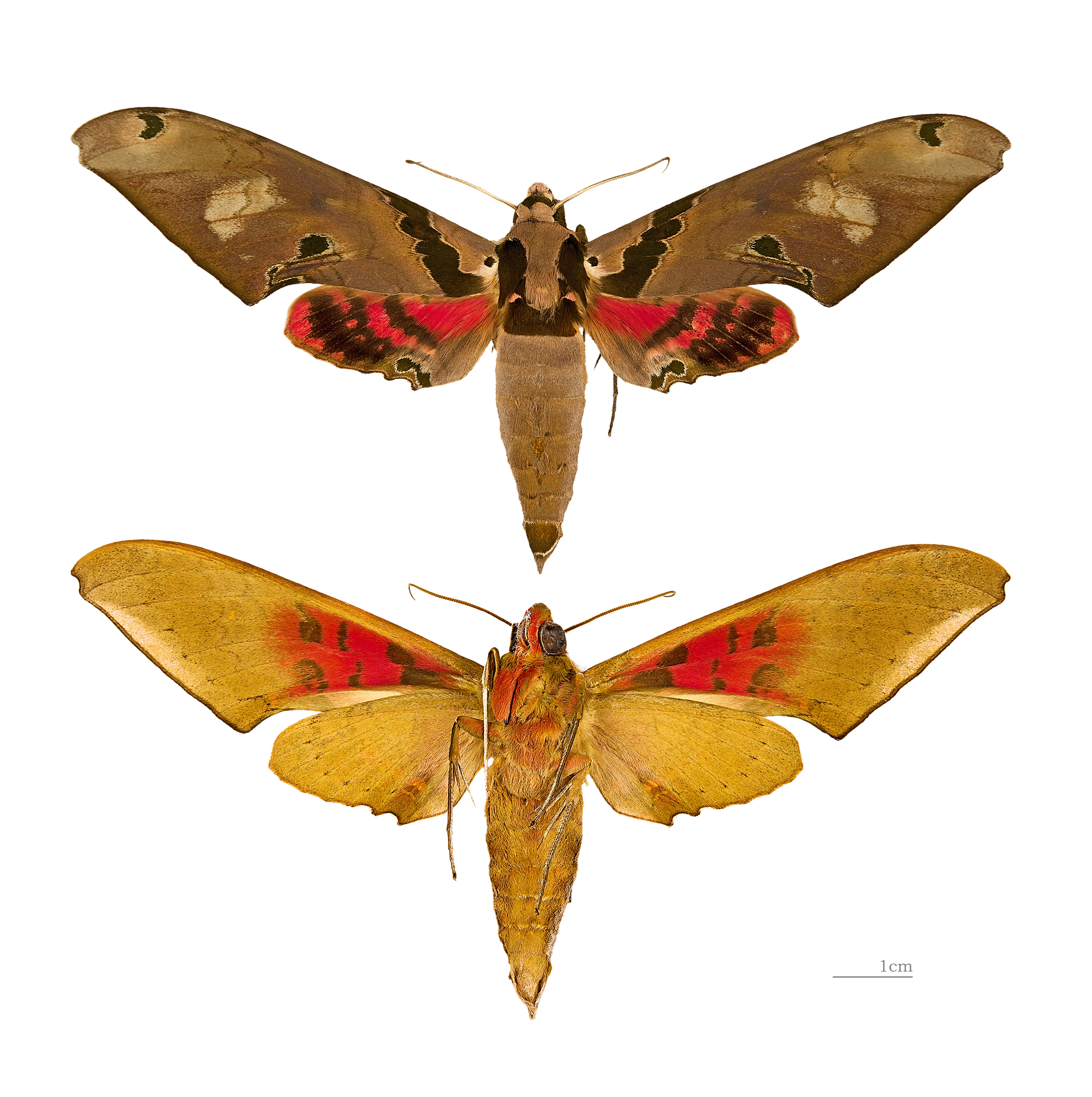
Adhemarius
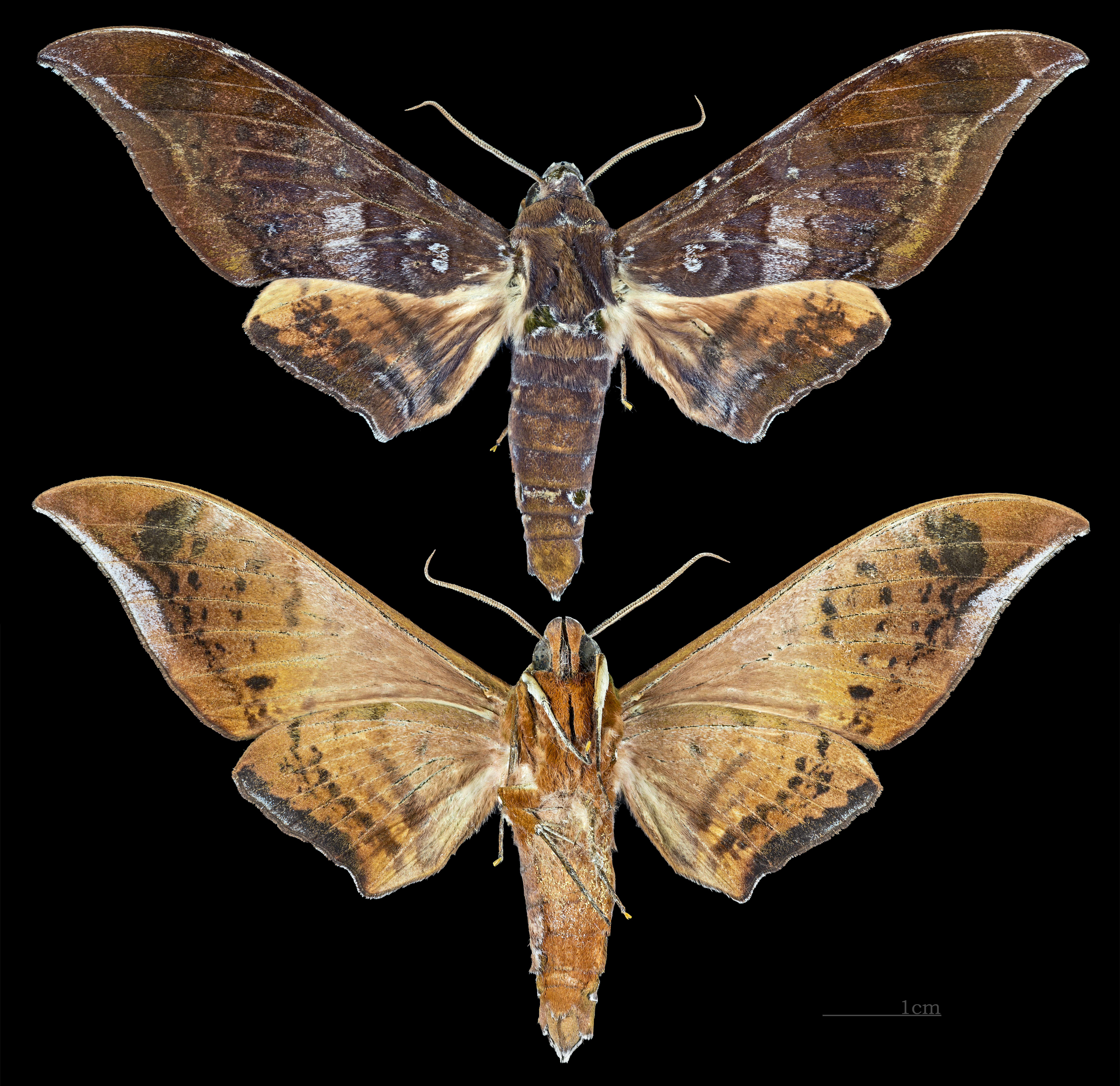
Ambulyx
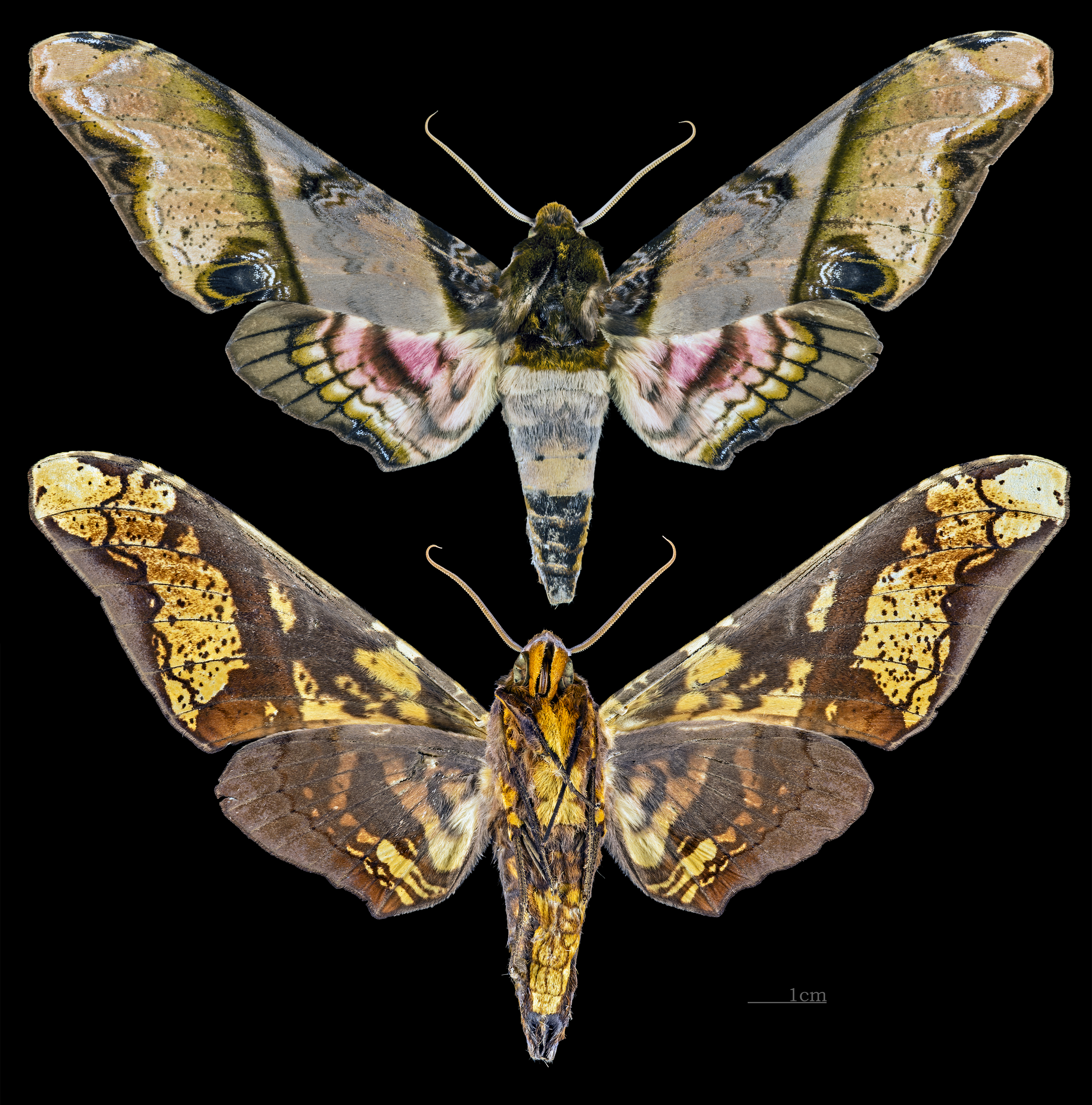
Amplypterus
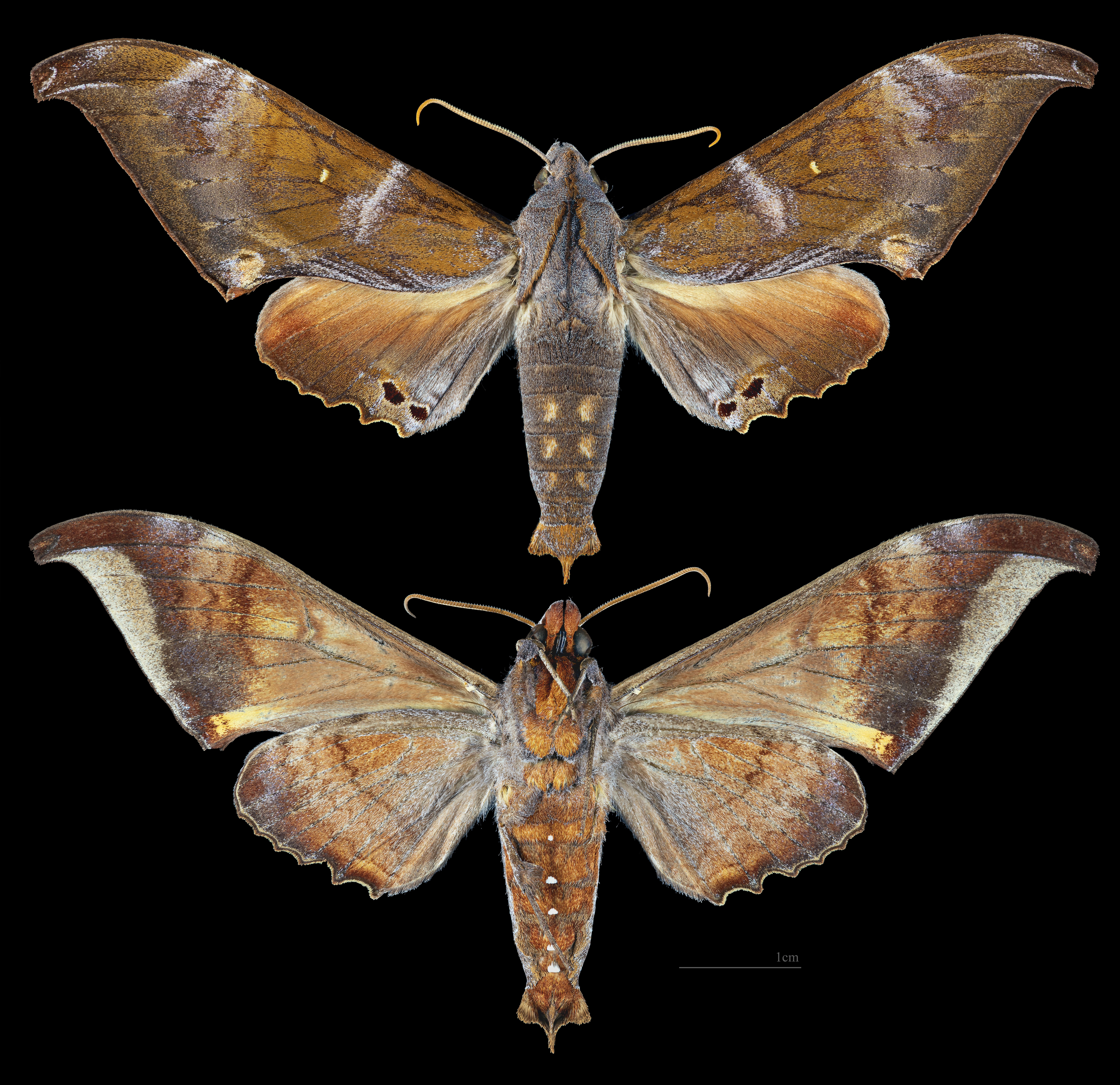
Barbourion
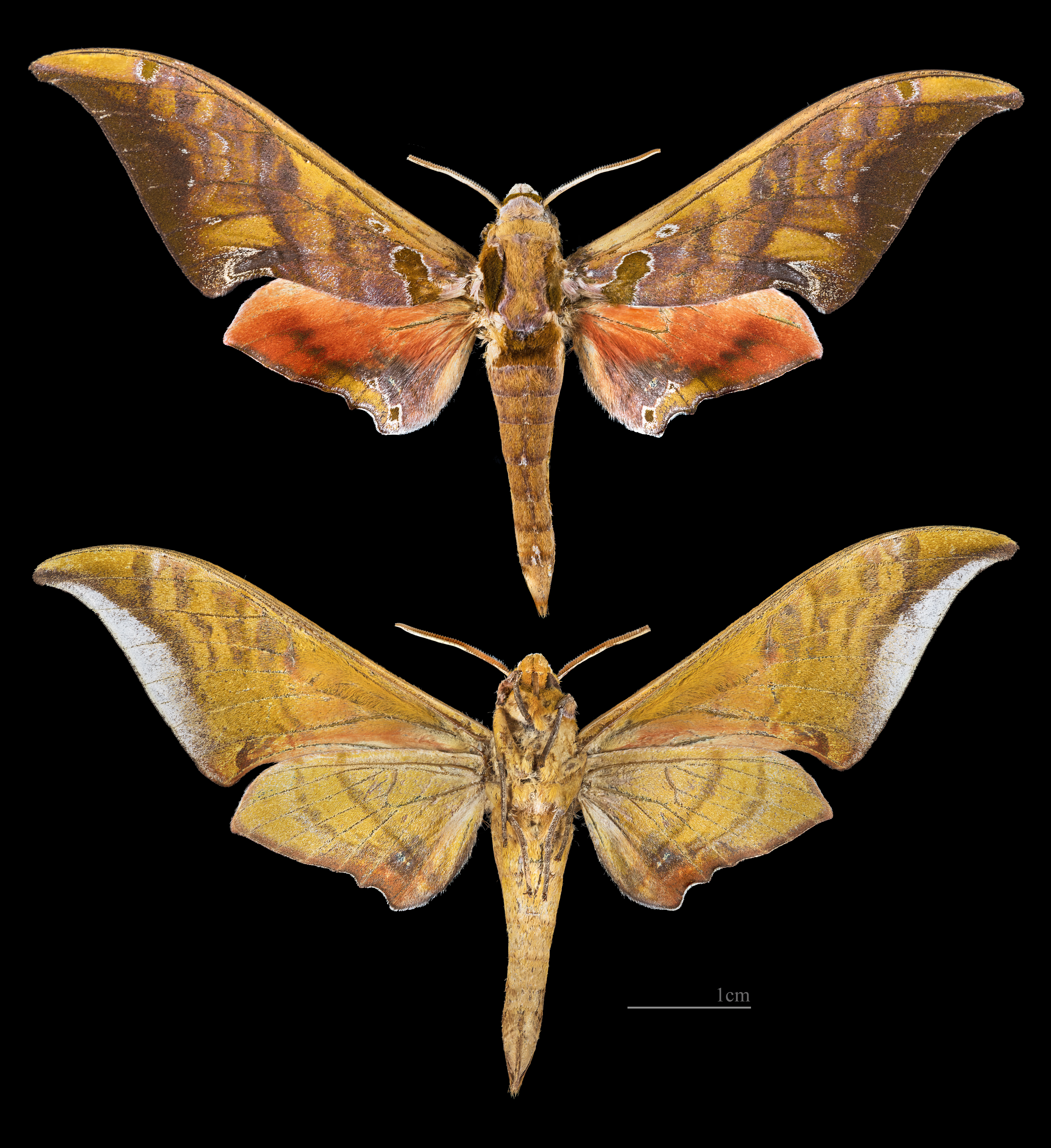
Orecta
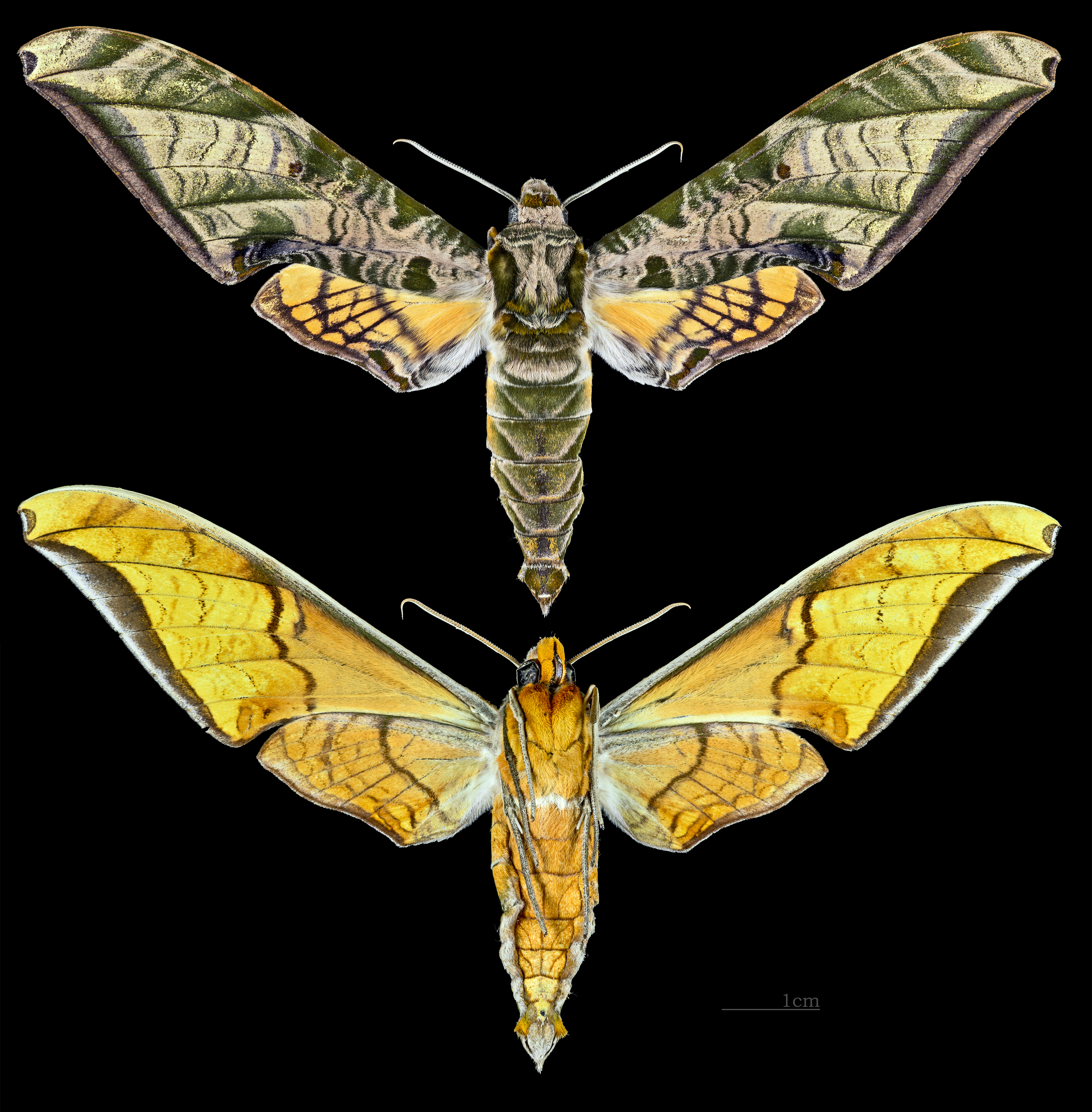
Protambulyx
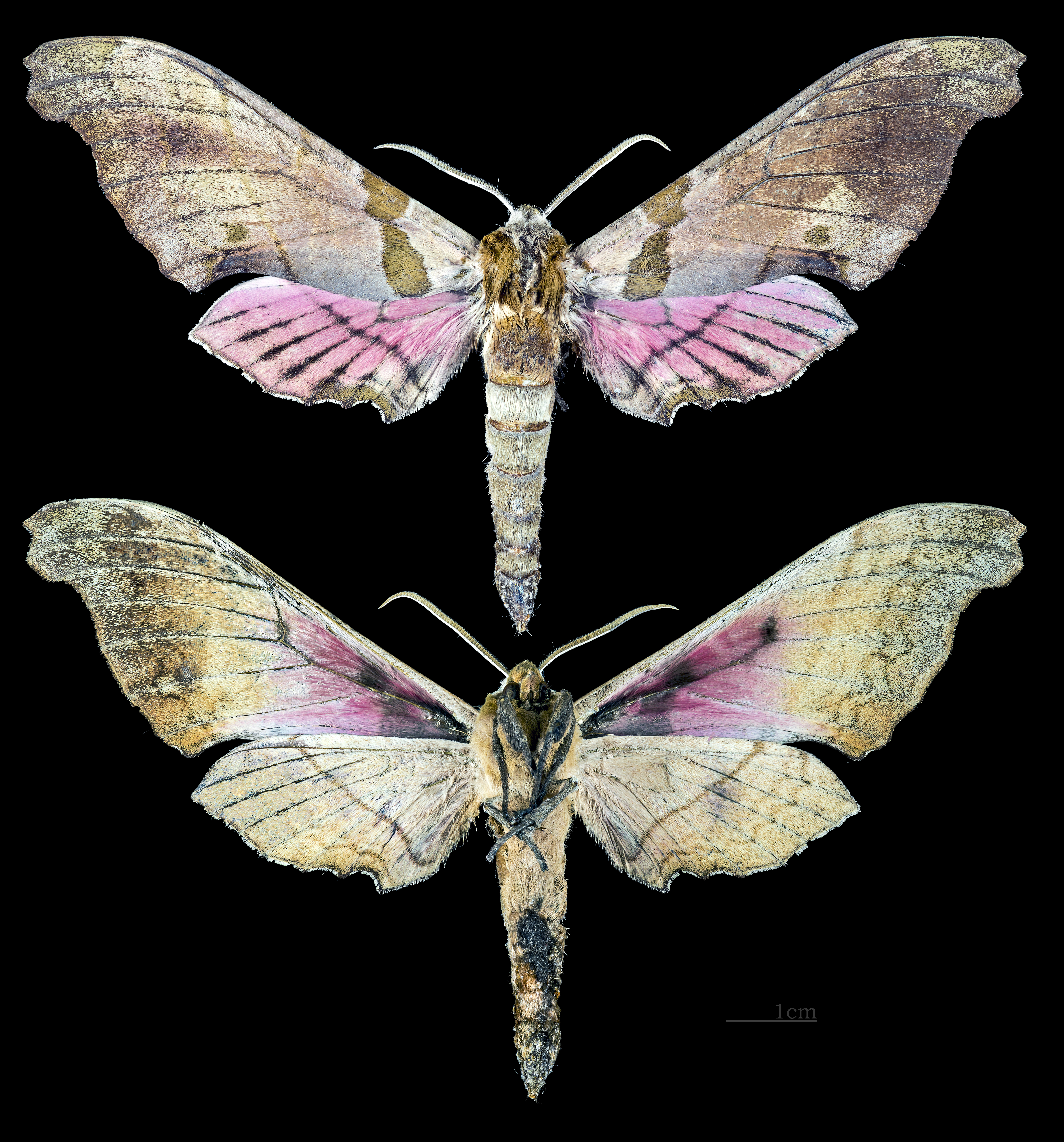
Trogolegnum